# Lettre de cadrage budgétaire
 (novembre 2022).
La lettre de cadrage budgétaire est un document juridique envoyé annuellement par le Premier ministre français aux ministres afin de définir leurs marges budgétaires pour l'année suivante. 

## Concept
La lettre de cadrage budgétaire est un document produit par les services du Premier ministre afin d'imposer aux ministres siégeant au gouvernement une limite de dépenses ainsi que l'orientation générale que doit prendre le budget de leur ministère pour l'année à suivre. Cette lettre de cadrage s'inscrit dans la procédure de création de la loi de finances annuelle, qui fait l'objet d'un travail gouvernemental tout au long de l'année. Après le séminaire gouvernemental de janvier, les ministères recensent les besoins pour le prochain budget. Ils doivent établir, en relation avec la direction du Budget, des perspectives pour les actions de leur ministère, des réformes politiques, etc.
Cela fait, les services du Premier ministre centralisent les informations, et le Premier ministre arbitre entre les missions et programmes. Il fait parvenir à chaque ministre une lettre de cadrage individualisée qui précise une norme de dépense. La lettre de cadrage indique aussi les conditions des négociations budgétaires à venir. La lettre de cadrage sert à affirmer ou réaffirmer un programme politique. Ainsi, la première lettre de cadrage de Lionel Jospin indiquait que « le budget de l’État pour 1998 démontrera la volonté du gouvernement de donner une priorité absolue à la lutte pour l'emploi et à la justice sociale, en réalisation l'Union économique et monétaire aux échéances prévues par le traité ».
Du fait de l'autorité du Premier ministre sur ses ministres, dont il est le chef, la lettre de cadrage est impérative. Les formulations généralement retenues sont ainsi : « Vous procéderez à ... », « les dépenses de fonctionnement devront... ». La lettre contient une sorte d'exposé des motifs, qui explique le contexte économique dont découlent les souhaits du Premier ministre.
Une fois la lettre de cadrage reçue, le ministre confie la préparation du projet de loi de finances à leur administration. Ces administrations se rencontrent et, en veillant à respecter les lettres de cadrage de chacun, cherchent à concilier leurs besoins budgétaires.